# Cladodiptera interlita
Cladodiptera interlita är en insektsart som först beskrevs av William Lucas Distant 1887.  Cladodiptera interlita ingår i släktet Cladodiptera och familjen Dictyopharidae. Inga underarter finns listade i Catalogue of Life.